# Фани де Сиверс
Фани де Сиверс (на естонски: Fanny de Sivers) по баща Исак е естонски лингвист, изследователка на литературата и есеистка.

## Биография
Фани де Сиверс е родена на 20 октомври 1920 г. в Пярну, Естония. В периода 1938-1941 г. учи хуманитарни науки и изкуства в Университета в Тарту. През 1941 г. напуска Естония и се премества в Германия, където се омъжва за Ханс Георг фон Сиверс. Учи в университетите в Бреслау, Вюрцбург и Инсбрук, като завършва във Вюрцбург през 1950 с държавни изпити по френски, немски и латински език и придобива академична степен по лиценциат в Париж и Лунд. От 1949 г. живее в Париж, където работи като преводач и секретар в държавни институции. Между 1964 и 1986 г. работи като лингвист във Френския национален център за научни изследвания. От 1993 до 1994 г. е гостуващ професор в Университета в Тарту.
Фани де Сиверс публикува редица статии за езикови изследвания и литература и превежда редица произведения на естонски автори на френски език и обратно. Множество нейни статии са публикувани в Естония след края на съветския режим.

## Произведения
- "Monoloog vastu hommikut" Pariis: s.n., 1981
- "Mateeriasse kootud palve: esseid" Tallinn: Perioodika, 1992 (koostanud Ott Ojamaa)
- "Surra kui oled veel noor", Vagabund 1993
- "Kristliku kultuuri sõnu prantsuse keeles", Ilmamaa 1997, ISBN 9985-878-09-4
- "Ühelt kaldalt teisele: mõtisklusi Surnutepüha puhul", Maarjamaa 2003, ISBN 9985-9408-3-0
- "Jõuluaja kirjad eesti sõpradele", Maarjamaa 2003, ISBN 9985-9408-4-9
- "Haigus võib avada aknaid", Patmos 2006, ISBN 9949-13-656-3
- "Jumala loomaaed – tuttav tundmatu maailm" Tartu: Tartu Ülikooli Kirjastus, 2010

### На френски език
- "La Prière tissée dans la matière", F. de Sivers, 1976
- "Structuration de l'espace dans les langues de la Baltique orientale", Lacito, SELAF, 1978
- "La main et les doigts dans l'expression linguistique", Lacito, SELAF, 1979
- "Questions d'identité", Lacito, SELAF, 1989
- "Etre bilingue en Fenno-Scandie: un modèle pour l'Europe?", Peeters-SELAF, 1994
- "Parlons Estonien, une langue de la baltique", Éditions L'Harmattan, collection Parlons..., 2000
- "Parlons Live, une langue de la baltique", Éditions L'Harmattan, 2003

- La main, Éditions L'Harmattan, 1993; Cahiers de la société des études euro-asiatiques, nr 4, Fanny de Sivers toimetas eessõna
- "Ethnologie et littérature", Éditions L'Harmattan, collection Eurasie, nr 14-15, 2006